# Sindrome di Millard-Gubler
La sindrome di Millard-Gubler o sindrome pontina ventrale caudale è un'entità sindromica dovuta ad una lesione della porzione anteriore (ventrale) del terzo inferiore del ponte.

## Eziologia e patogenesi
Benché si riconosca una causa vascolare (rara) dovuta alla trombosi o all'embolismo dei rami perforanti pontini provenienti dall'arteria basilare, la causa più frequente della sindrome di Millard-Gubler è una neoplasia che comprime od invade la porzione antero-caudale del ponte.

## Profilo clinico
La sindrome di Millard-Gubler è un sindrome alterna. In questo senso si riconoscono:
- Controlateralmente alla lesione: emiparesi o emiplegia.
- Omolateralmente alla lesione: diplopia e strabismo interno dovuta alla paralisi del nervo abducente, paralisi periferica del nervo faciale.